# Allium cernuum
Ail penché
Espèce
Statut de conservation UICN

 LC  : Préoccupation mineure
Allium cernuum, l’Ail penché, est une espèce de plantes vivaces de la famille des Amaryllidaceae. Elle pousse en Amérique du Nord dans les zones ouvertes.

## Noms vernaculaires
Cette espèce porte en français le nom vernaculaire ou normalisé d'ail penché.
En anglais, elle est appelée nodding onion (« ail penché ») et lady's leek (« poireau de la dame »).

## Répartition et habitat
L'espèce est principalement présente dans une grande partie des États-Unis, du Canada et du Mexique, y compris dans les Appalaches, de l'Alabama à l'État de New York, la région des Grands Lacs, les vallées de l'Ohio et du Tennessee, les monts Ozarks de l'Arkansas et du Missouri, les montagnes Rocheuses et la chaîne des Cascades de l'Ouest, du Mexique à Washington. Au Canada, elle pousse en Ontario et en Colombie-Britannique,. Mais, malgré une large répartition géographique, elle est absente dans une grande partie de son aire principale.
En Amérique du Nord, elle se limite aux habitats montagneux dans la partie sud de son aire de répartition et n'est présente ailleurs qu'en populations isolées. On peut la trouver dans les clairières des forêts de feuillus. Au Minnesota, elle est considérée comme menacée. 
Elle a été introduite en Grande-Bretagne.

## Description
Allium cernuum est une vivace herbacée poussant à partir d'un bulbe conique allongé non gainé qui se rétrécit progressivement directement en plusieurs feuilles herbacées carénées (fines et plates), 2-4 mm de largeur. Chaque bulbe mature porte une seule tige fleurie, qui se termine par une ombelle inclinée vers le bas de fleurs campanulées (en forme de cloche) blanches ou roses qui fleurissent en juillet et août. Les fleurs sont disposées en ombelles orientées vers le bas et chaque fleur mesure environ 5 mm de diamètre, rose ou blanche avec du pollen et des anthères jaunes. A. cernuum n'a pas de bulbilles dans l'inflorescence. Les fruits ont une crête sphérique qui s'ouvre ensuite pour laisser apparaître des graines sombres et brillantes,,.

## Galerie

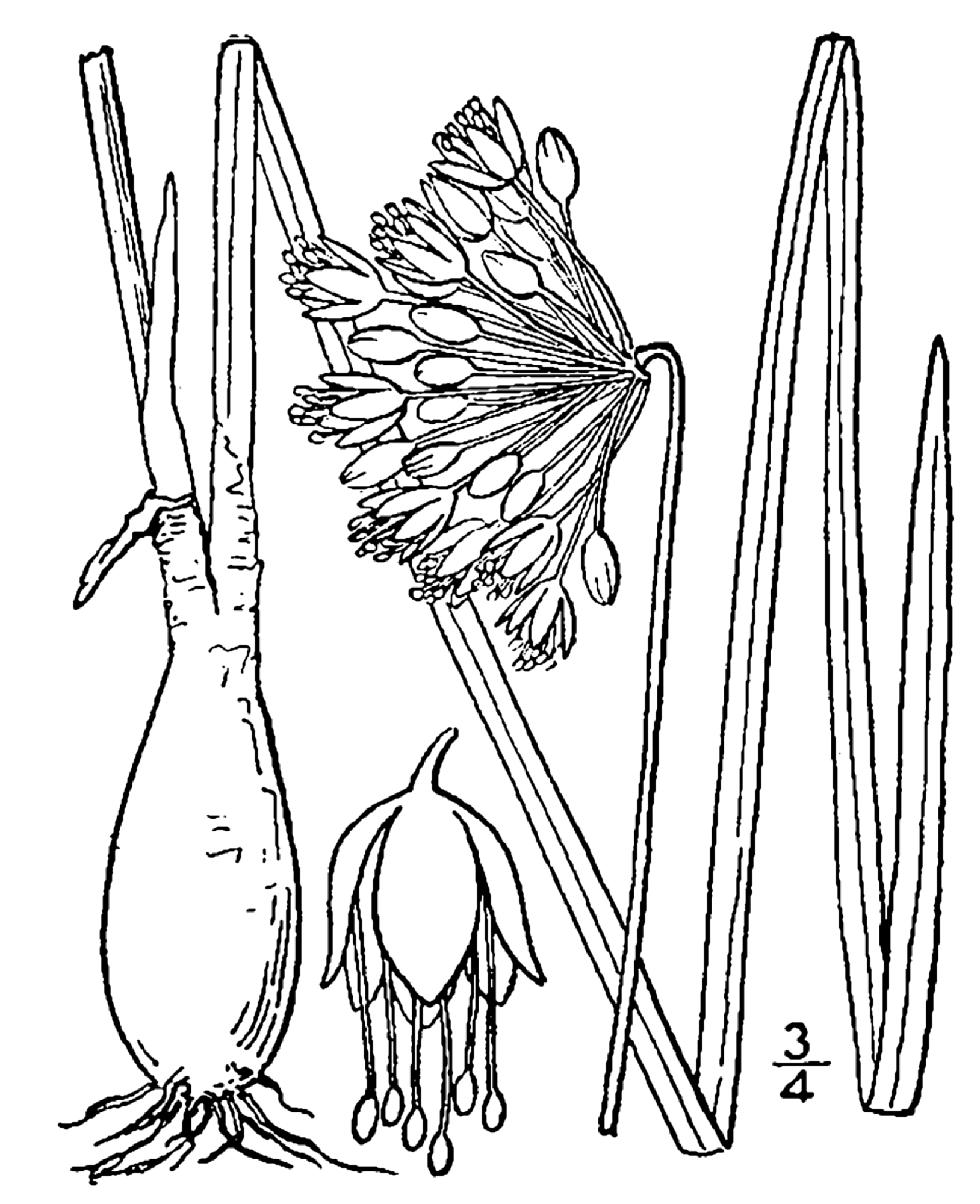
Illustration de 1913.
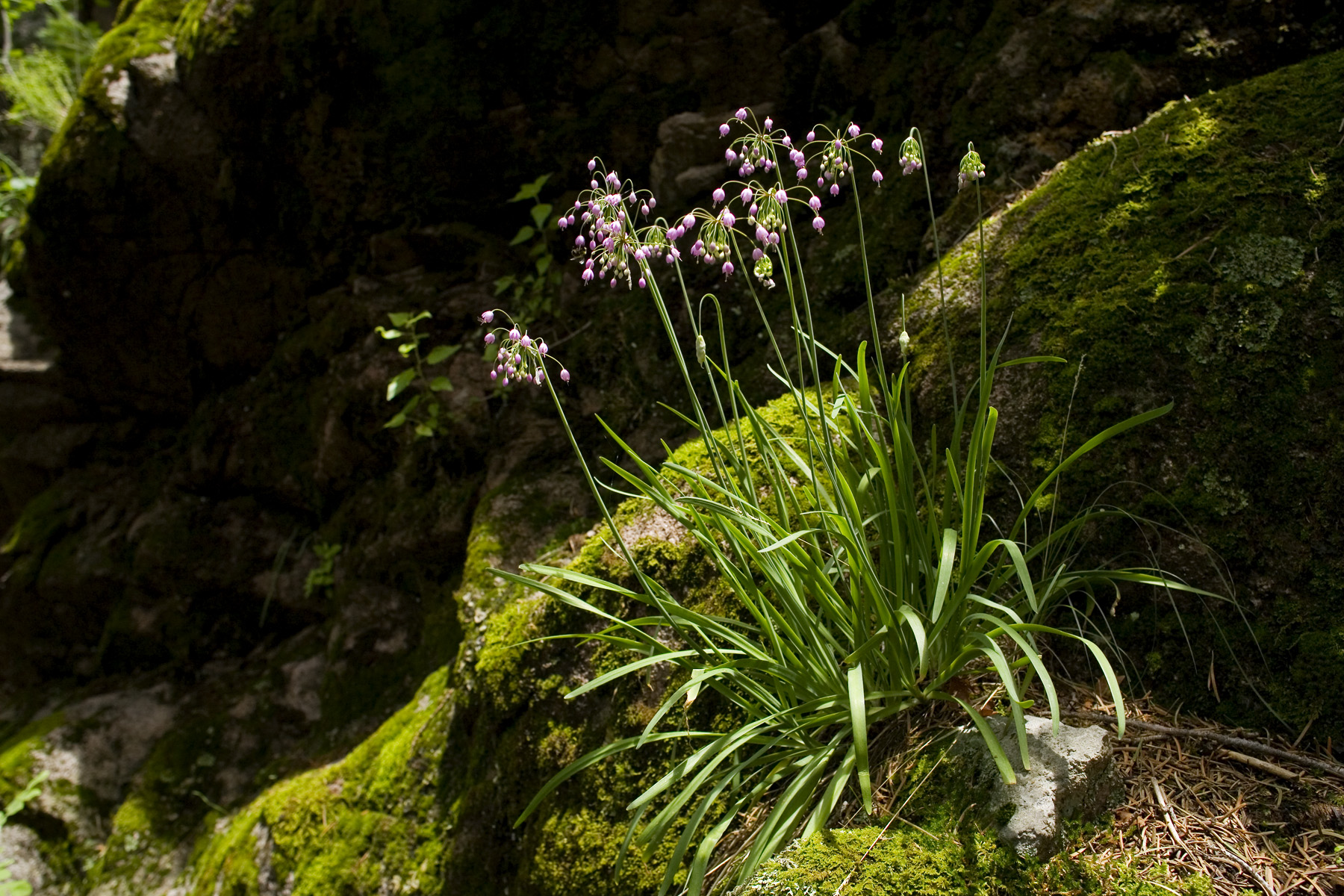
Plantes entières au Nouveau Mexique.
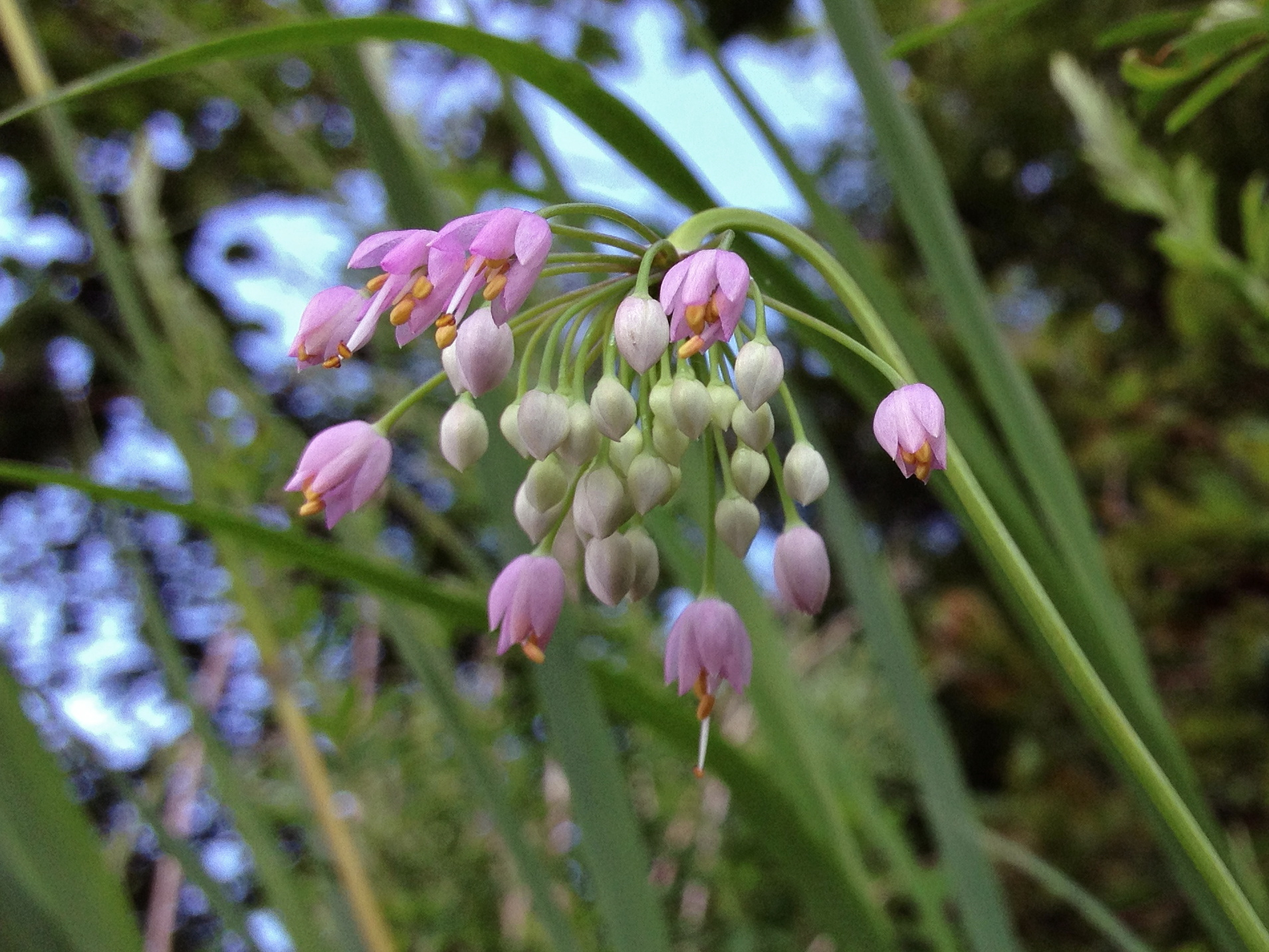
Fleurs penchées.
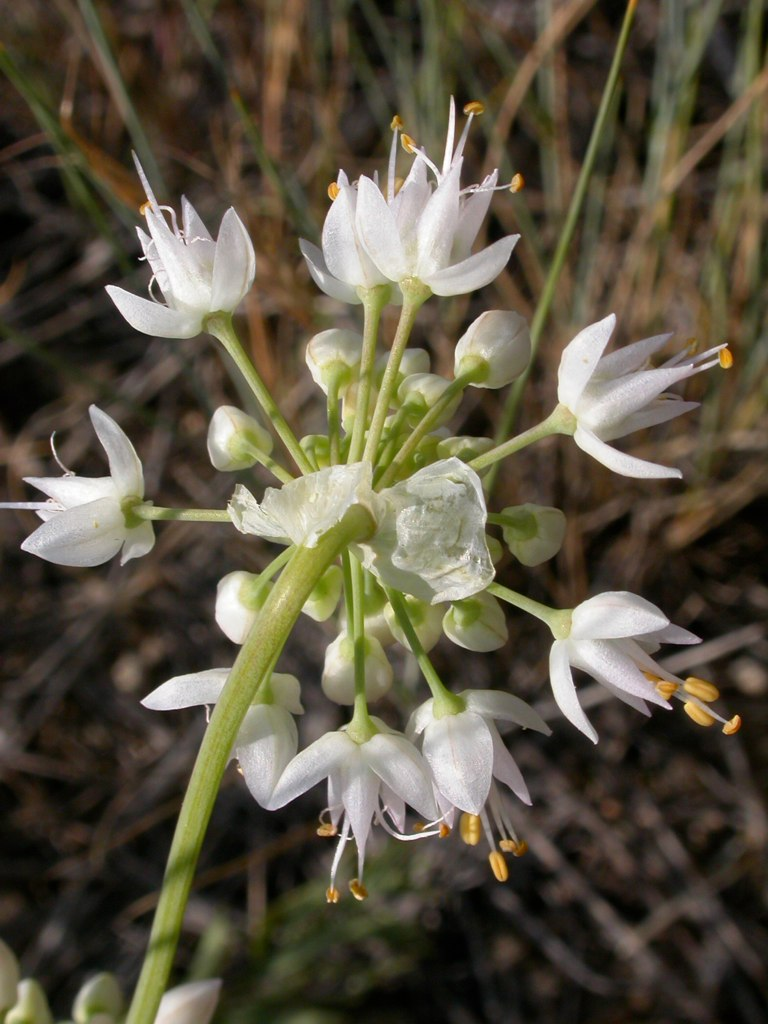
Variété à fleurs blanches.

## Allium cernuumet l'homme

### Utilisation
Allium cernuum est apprécié comme plante ornementale. Par ailleurs, toutes ses parties sont comestibles et présentent une saveur d'oignon. En France, son feuillage et ses fleurs sont utilisés par les amateurs pour parfumer les plats mais, dans son aire d'origine, il n'est pas considéré pour un usage culinaire.

### Culture
Allium cernuum est cultivé dans les jardins pour ses fleurs penchées et distinctes qui sont blanches, roses ou marron. Il est résistant au froid. Dans les jardins, il forme souvent des grappes denses de bulbes qui se décalent du bulbe parent au fil du temps. Cette espèce est adaptée au plein soleil dans un sol bien drainé, mais, dans les climats chauds, elles apprécient un peu d'ombre, surtout l'après-midi.

## Systématique
Le nom correct complet (avec auteur) de ce taxon est Allium cernuum Roth, 1798.
Allium cernuum a pour synonymes :
- Allium alatum Schreb.
- Allium alatum Schreb. ex Roth
- Allium allegheniense Small
- Allium cernuum f. alba J.K.Henry
- Allium cernuum f. obtusum Cockerell
- Allium cernuum neomexicanum (Rydb.) Traub & Ownbey
- Allium cernuum obtusum (Cockerell) Traub & Ownbey
- Allium cernuum var. cernuum
- Allium cernuum var. neomexicanum (Rydb.) J.F.Macbr.
- Allium cernuum var. obtusum (Cockerell) Cockerell
- Allium cernuum var. obtusum Cockerell ex J.F.Macbr.
- Allium natans Rydb.
- Allium neomexicanum Rydb.
- Allium nutans Schult. & Schult.f.
- Allium oxyphilum Wherry
- Allium recurvatum Rydb.
- Allium tricorne Poir.
- Calliprena cernua (Roth) Salisb.
- Cepa cernua (Roth) Moench
- Gynodon cernuum (Roth) Raf.
- Gynodon elliotii Raf.
- Gynodon rupestre Raf.